# La Llosa

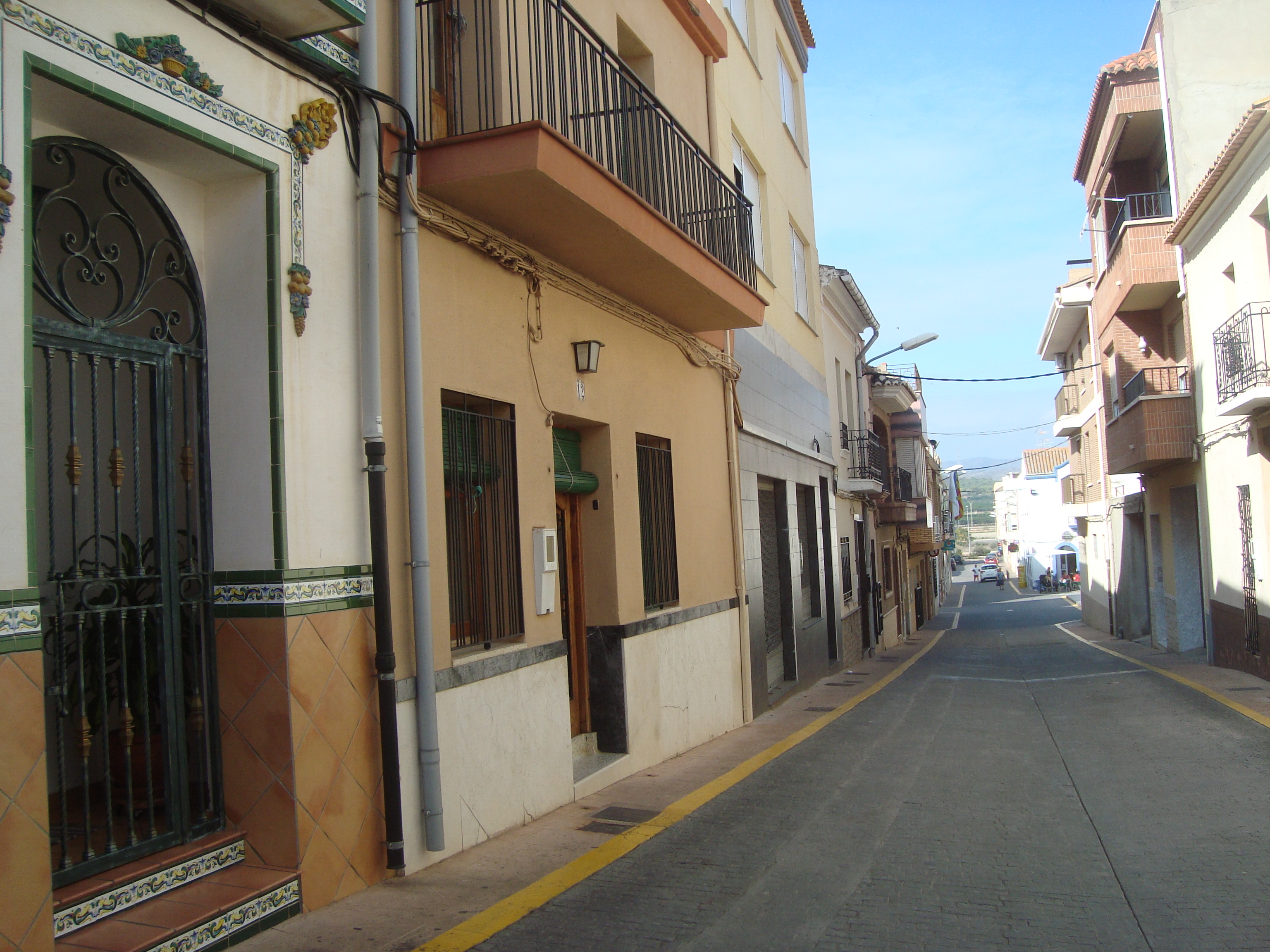
Panorámica urbana de La Llosa.

La Llosa es un municipio de la provincia de Castellón en la Comunidad Valenciana, España. Perteneciente a la comarca de la Plana Baja. Su población es de 1042 habitantes (INE 2024).

## Geografía
Integrado en la comarca de Plana Baja, se sitúa a 32 kilómetros de la capital provincial. El término municipal está atravesado por la Autopista del Mediterráneo (AP-7), por la Autovía del Mediterráneo y por la carretera nacional N-340, entre los pK 946 y 947.
Se sitúa, esta localidad entre dos pequeñas colinas en el sector meridional de la comarca de la Plana Baja y rodeada de campos de naranjos. La altitud oscila entre los 136 m al noroeste (Muntanya de la Mina) y el nivel del mar. El pueblo se alza a 42 m sobre el nivel del mar.

### Barrios y pedanías
En el término municipal de La Llosa se encuentra también el núcleo poblacional de Casablanca.

### Localidades limítrofes
| Noreste: La Vall d'Uixó | Norte: Xilxes | Noreste: Xilxes        |
| Oeste: La Vall d'Uixó   |               | Este: Mar Mediterráneo |
| Suroeste: Almenara      | Sur: Almenara | Sureste: Almenara      |

## Historia
Tiene su origen en una antigua alquería árabe. El rey Jaime I, después de la conquista, concedió una casa y un molino a Bernat Sauvi y tierras a P. Flandina.
En 1292, Francesc de Próxita compró a Jaime II la baronía de Almenara, a la cual pertenecía La Llosa; le sucedió en el señorío su hijo Olfo. Lugar de moriscos, tenía 75 casas en 1609, perteneció a la hijuela de Vall de Uxó. Después de la expulsión, se le concedió carta de población. El paludismo crónico de la zona impidió su expansión demográfica, pero a partir del siglo XIX comenzó un progresivo crecimiento que se acentuó en la década de los 60 del pasado siglo.

## Demografía
La Llosa cuenta con una población de 1042 habitantes (INE 2024).
| Gráfica de evolución demográfica de La Llosa entre 1842 y 2021                                                      |
| |
| Población de derecho según los censos de población del INE Población de hecho según los censos de población del INE |

## Economía
Su economía está basada en la agricultura predominando el cultivo del naranjo.
Se está desarrollando también el sector turístico.

## Administración y política
| Periodo   | Nombre                        | Partido   |
| --------- | ----------------------------- | --------- |
| 1979-1983 | Luis Melchor Sanahuja         | UCD / CDS |
| 1983-1987 | Manuel Valls Orenga           | PSPV-PSOE |
| 1987-1991 | José Ricardo Casals Tamborero | PSPV-PSOE |
| 1991-1995 | Juan Tamargo Agea             | PSPV-PSOE |
| 1995-1999 | Juan Tamargo Agea             | PSPV-PSOE |
| 1999-2003 | Juan Tamargo Agea             | PSPV-PSOE |
| 2003-2007 | Juan Tamargo Agea             | PSPV-PSOE |
| 2007-2011 | Joaquín José Llopis Casals    | PP        |
| 2011-2015 | Joaquín José Llopis Casals    | PP        |
| 2015-2019 | Joaquín José Llopis Casals    | PP        |
| 2019-2023 | Joaquín José Llopis Casals    | PP        |
| 2023-act. | Joaquín José Llopis Casals    | PP        |

## Patrimonio
- Iglesia parroquial. Dedicada al Salvador.

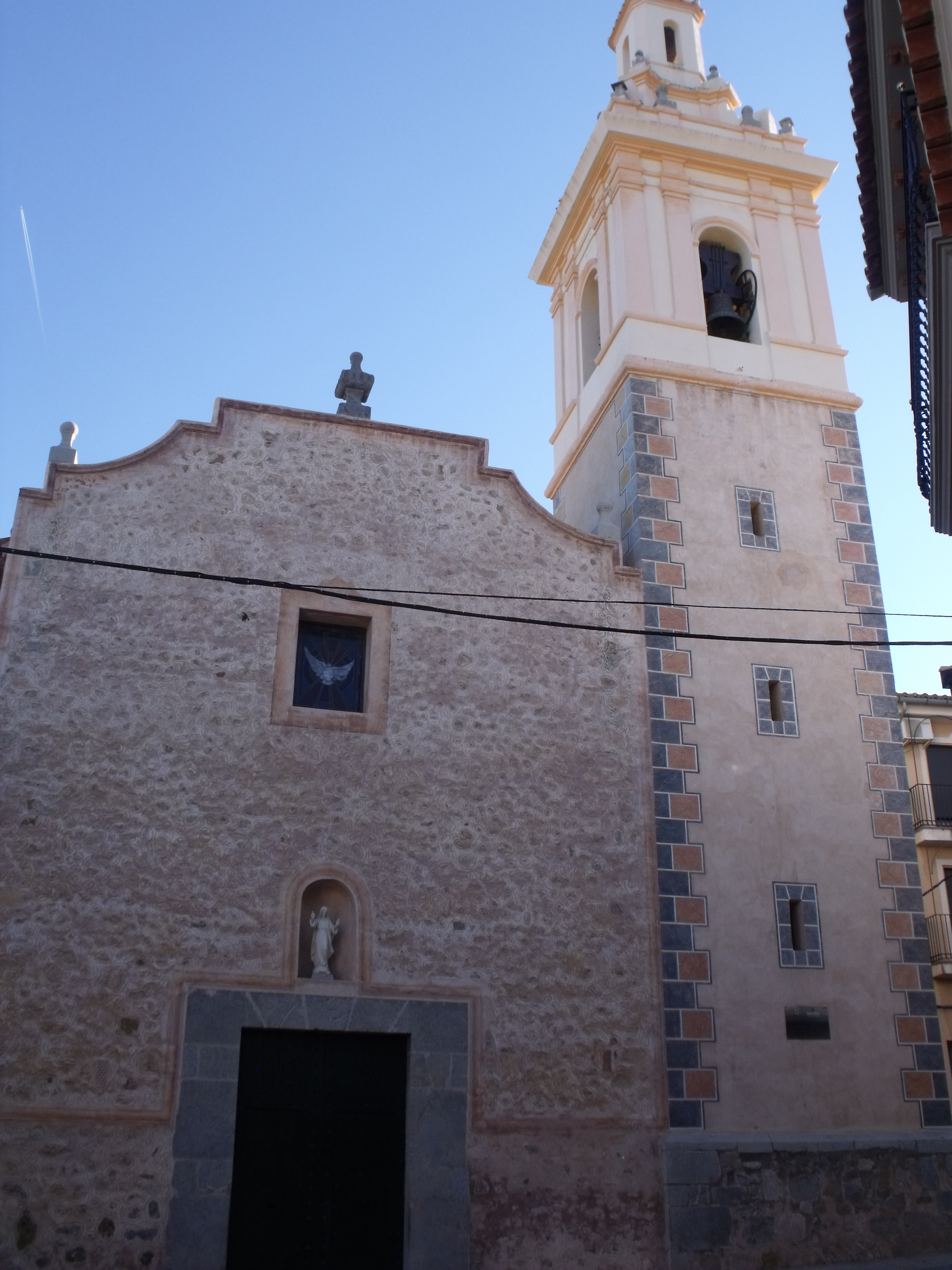
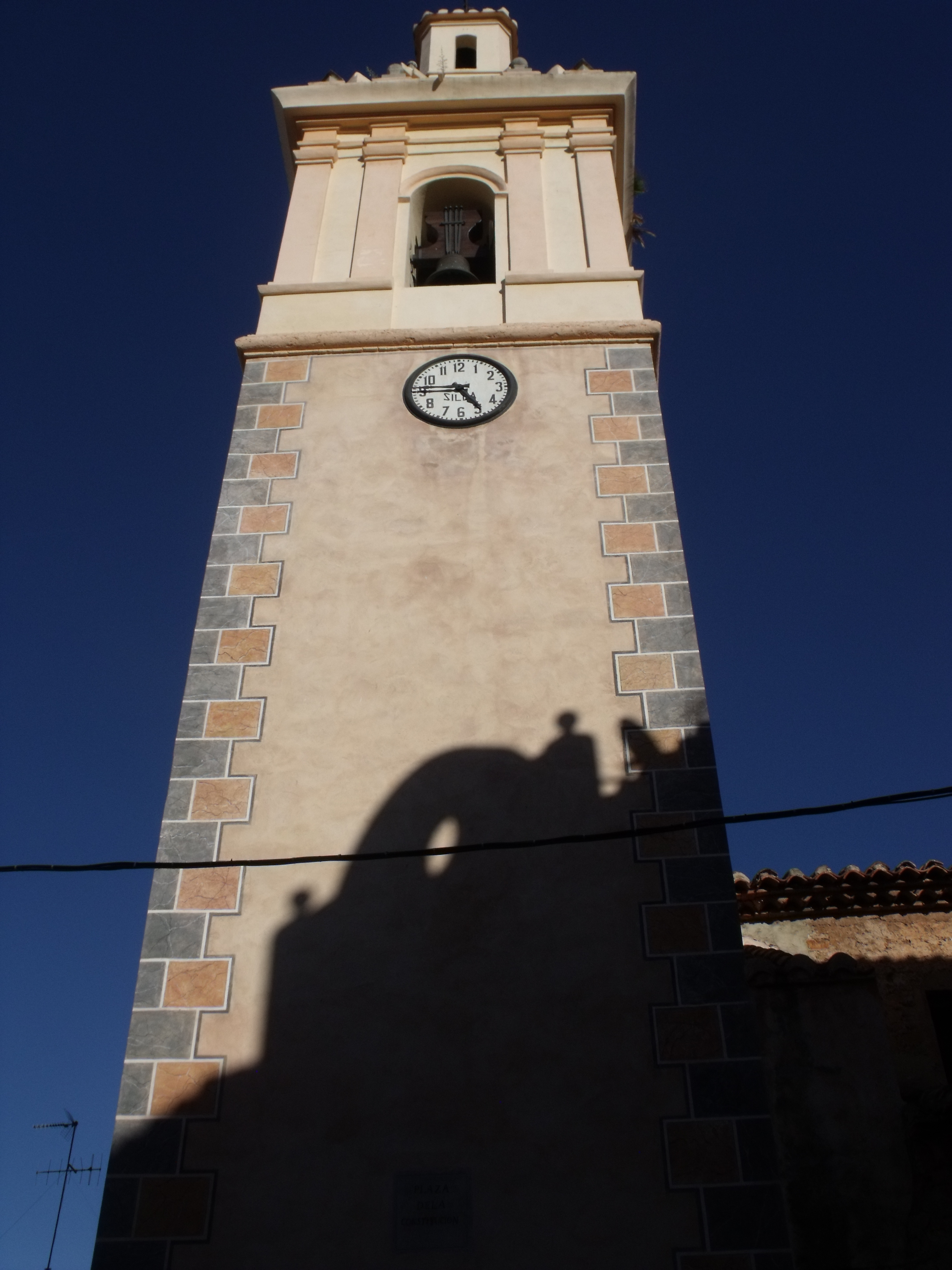
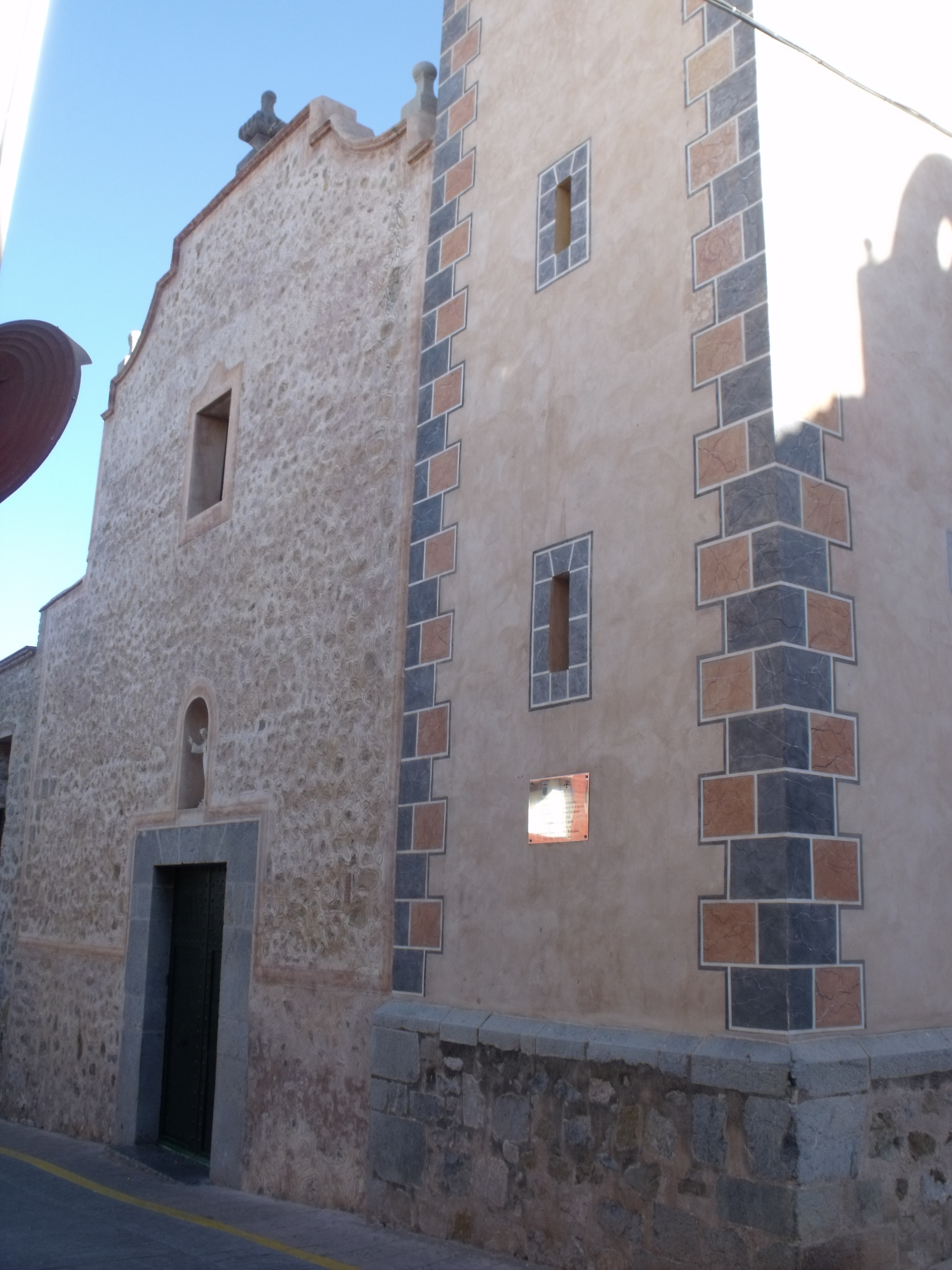
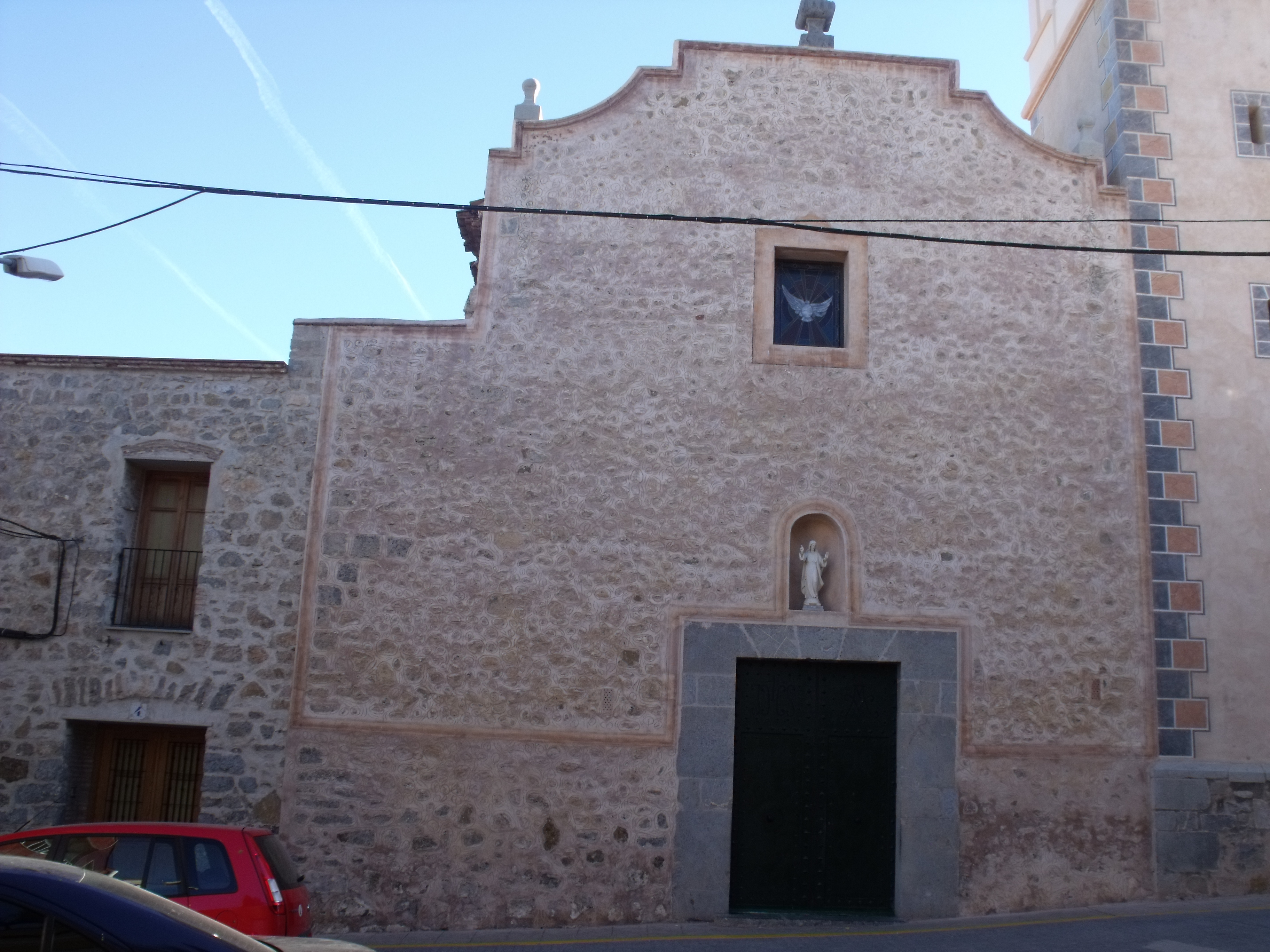

## Lugares de interés
- Pinar del monte Michero.
- Barrio del Mar. Cuenta con un kilómetro de playa.
- El Carcau. Paraje natural.
- Font Redona.
- El Casino.
- Biblioteca municipal.

- Pista de frontenis.
- Pista de pádel.
- Gimnasio.
- Campo de fútbol "José Martínez".

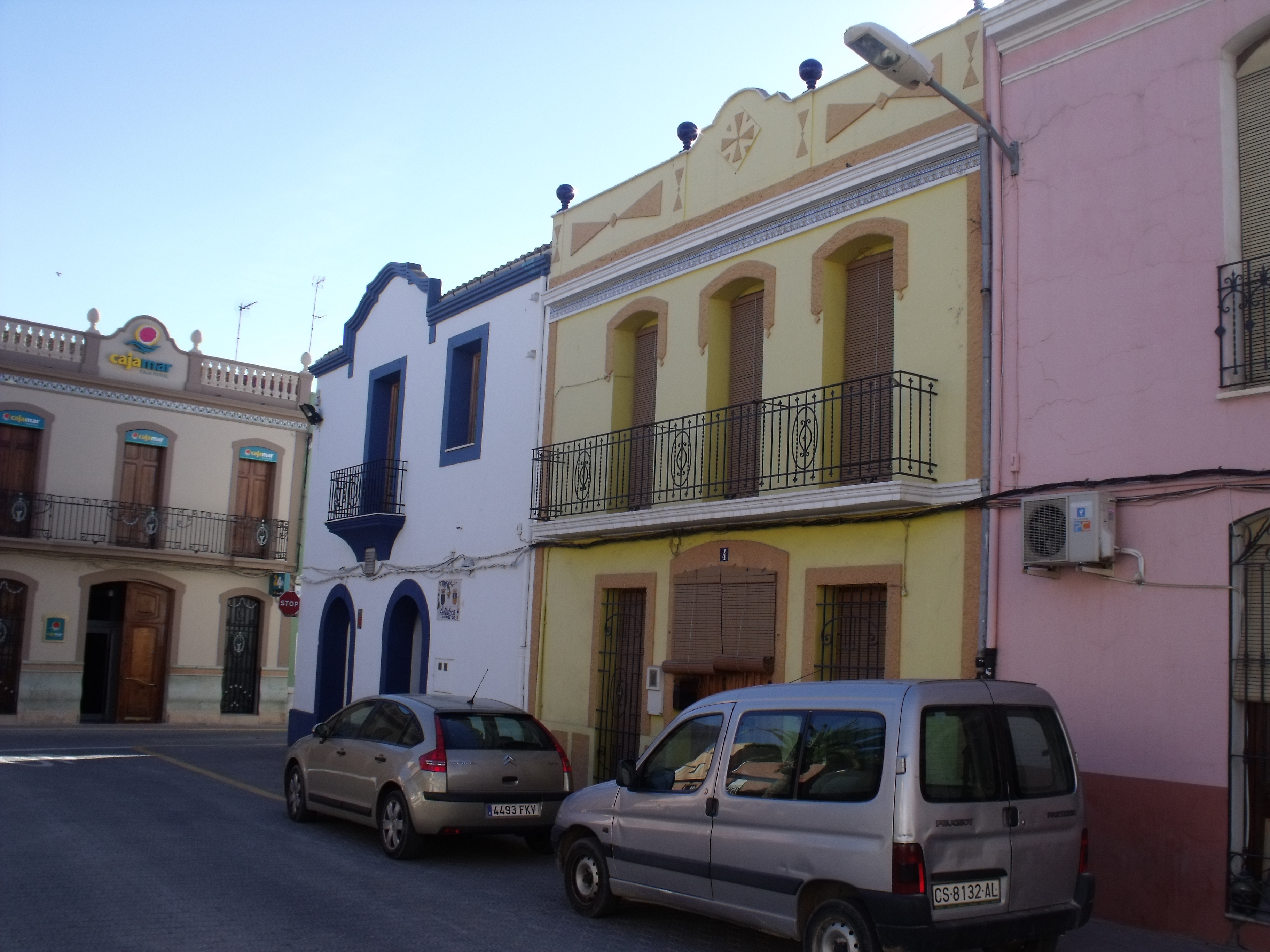
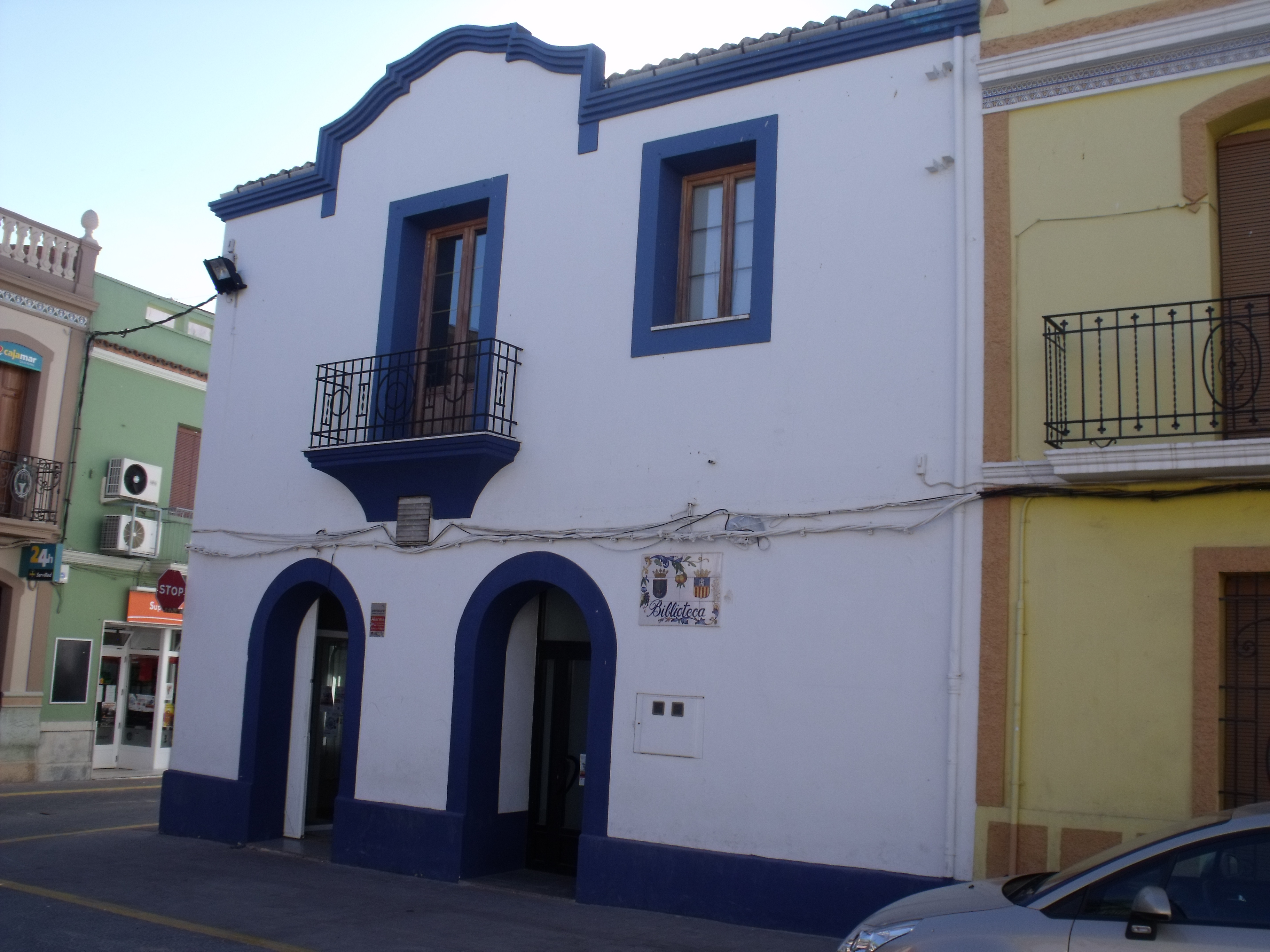

- Ruta de senderismo local "Ruta de les Fonts".
- Playa virgen y paseo marítimo de madera.

Existe en el término diversas fuentes : La Fonteta, la Fuente Redona, la Fuente del Carcau, els Pouets y Suai.
También, cerca de la playa están las marismas donde hay una gran variedad de aves y unas vistas fabulosas con unos atardeceres que impregnan de un color oro toda el agua que se acumula en los arrozales. Un poco más adelante se encuentra una de las pocas playas vírgenes existentes en la provincia, donde se puede practicar la pesca, la acampada libre y diversos deportes.